# Mozaika jabłoni

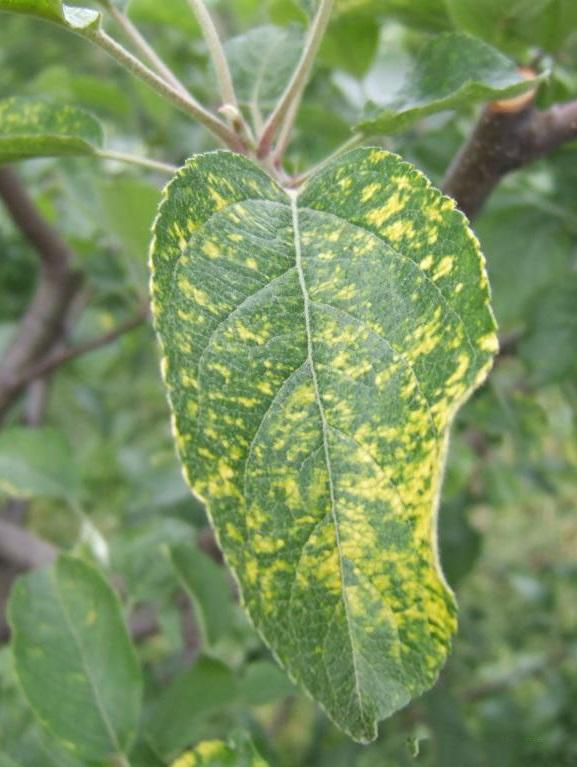

Mozaika jabłoni (ang. mosaic of apple) – wirusowa choroba jabłoni wywoływana przez wirusa mozaiki jabłoni (Apple mosaic virus, ApMV).

## Objawy
Jest to choroba z grupy mozaik. Ten sam wirus wśród roślin uprawnych powoduje jeszcze chlorozę nerwów liści maliny, mozaikę róży, wstęgową mozaikę brzoskwini i wstęgową mozaikę śliwy.
Pierwsze objawy choroby pojawiają się w czasie kwitnięcia jabłoni. Są to kremowe lub cytrynowożółte plamistości na liściach. Mogą tworzyć nieregularne pierścienie lub pasy wzdłuż nerwów. Mogą występować na pojedynczych gałęziach, lub na całym drzewie. Objawy są bardzo zróżnicowane u różnych odmian jabłoni. U najbardziej odpornych w ogóle brak objawów. U odmian podatnych objawy pojawiają się do dwóch lat od infekcji. Stopień porażenia zależy też od temperatury panującej w danym roku wiosną. Najsilniejsze objawy występują, gdy wiosną temperatury są umiarkowane. Przy silnym porażeniu następuje zahamowanie wzrostu drzew, drobnienie owoców i spadek plonu nawet do 40–50%.

## Epidemiologia
Wirus ApMV rozprzestrzenia się z sokiem porażonych roślin. Przeniesienie go na zdrowe drzewa następuje podczas szczepienia, okulizacji i podczas prac pielęgnacyjnych (np. na narzędziach do obcinania gałęzi). Nie przenosi się wraz z nasionami. Jego okres inkubacji wynosi od kilku tygodni do kilku miesięcy.

## Zapobieganie
Porażonych drzew nie można już wyleczyć. Zapobiega się chorobie poprzez sadzenie tylko zdrowych sadzonek. Przy szczepieniu zrazy należy pobierać tylko ze zdrowych drzew. Ponieważ ApMV może być bezobjawowy przez dłuższy czas, najlepiej jest sprawdzić sadzonki na jego obecność przy użyciu metod wykrywania o wysokiej czułości i wysokiej specyficzności, takich jak test ELISA.
Przetestowaną metodą ochrony przez tę choroba jest ochrona krzyżowa. Jest to rodzaj indukowanej odporności, która rozwija się wśród roślin przeciwko wirusom. Wcześniejsza infekcja jednym wirusem może zapewnić ochronę przed innymi blisko spokrewnionymi wirusami. Przetestowano to na jabłkach ‘Johnathon’. Zdrowe szczepy jabłek Johnathon zostały zakażone łagodnym szczepem ApMV, a następnie narażone na infekcje wirusowe przez szczepy umiarkowane i ciężkie. Drzewa zakażone łagodnymi szczepami okazały się odporne na dalszy atak wirusa